# باولو كانافارو
باولو كانافارو (بالإيطالية: Paolo Cannavaro)‏ (مواليد 26 يونيو 1981 في نابولي، إيطاليا) لاعب كرة قدم إيطالي معتزل منذ عام 2017 كان يلعب في مركز قلب الدفاع. باولو هو الشقيق الأصغر للاعب الإيطالي فابيو كانافارو.

## روابط خارجية
- باولو كانافارو على موقع الاتحاد الأوربي (الإنجليزية)
- باولو كانافارو على موقع قاعدة بيانات كرة القدم.إي يو (الإنجليزية)
- باولو كانافارو على موقع Soccerway.com (الإنجليزية)
- باولو كانافارو على موقع عالم كرة القدم.نت (الإنجليزية)
- باولو كانافارو على موقع كووورة
- باولو كانافارو على موقع AS.com (الإسبانية)